# Leucopogonella simila
Leucopogonella simila là một loài côn trùng cánh nửa trong họ Aleyrodidae, phân họ Aleyrodinae.
Leucopogonella simila được Dumbleton miêu tả khoa học đầu tiên năm 1961.